# French Beach Park
French Beach Park är en park i Kanada.   Den ligger i Capital Regional District och provinsen British Columbia, i den sydvästra delen av landet, 3 600 km väster om huvudstaden Ottawa. French Beach Park ligger 46 meter över havet.
Terrängen runt French Beach Park är kuperad åt nordost, men söderut är den platt. Havet är nära French Beach Park åt sydväst. Trakten är glest befolkad. Närmaste större samhälle är Sooke, 16,1 km öster om French Beach Park. 